# Tanytarsus piratus
Tanytarsus piratus är en tvåvingeart som beskrevs av Chaudhuri och Mazumdar 1998. Tanytarsus piratus ingår i släktet Tanytarsus och familjen fjädermyggor. Inga underarter finns listade i Catalogue of Life.